# Кривоклювые тимелии
Кривоклювые тимелии (лат. Pomatorhinus) — род воробьиных птиц из семейства тимелиевых (Timaliidae).

## Классификация
Международный союз орнитологов относит к роду 11 видов:
- Pomatorhinus bornensis Cabanis, 1851
- Pomatorhinus ferruginosus Blyth, 1845 — Коралловоносая кривоклювая тимелия
- Pomatorhinus horsfieldii Sykes, 1832 — Кривоклювая тимелия Хорсфильда
- Pomatorhinus melanurus Blyth, 1847
- Pomatorhinus montanus Horsfield, 1821 — Красноспинная кривоклювая тимелия
- Pomatorhinus musicus Swinhoe, 1859
- Pomatorhinus ochraceiceps Walden, 1873 — Красноносная кривоклювая тимелия
- Pomatorhinus phayrei Blyth, 1847
- Pomatorhinus ruficollis Hodgson, 1836 — Красношейная кривоклювая тимелия
- Pomatorhinus schisticeps Hodgson, 1836 — Гималайская кривоклювая тимелия
- Pomatorhinus superciliaris (Blyth, 1842) — Тонкоклювая тимелия

Часть видов была перенесена в род Erythrogenys:
- Erythrogenys erythrocnemis Gould, 1863 — Пятнистогрудая кривоклювая тимелия
- Erythrogenys erythrogenys Vigors, 1831 — Краснощёкая кривоклювая тимелия
- Erythrogenys hypoleucos (Blyth, 1844) — Большая кривоклювая тимелия
- Erythrogenys mcclellandi Godwin-Austen, 1870
- Erythrogenys gravivox David, 1873
- Erythrogenys swinhoei David, 1874